# Textus prescissus

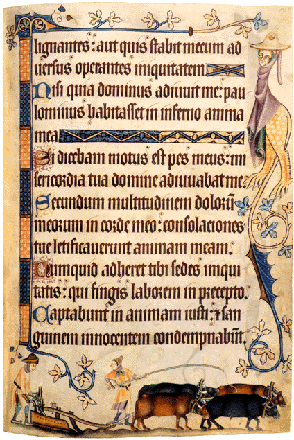
Textus prescissus : psautier de Lutrell, XIVe siècle (British Library)

Le textus prescissus est une écriture gothique de type textura, apparue vers la fin du XIIIe siècle et largement utilisée par les scribes anglo-saxons. Sa dénomination, textus prescissus vel sine pedibus (« texte étroit ou sans pieds ») signifie que c'est un caractère à la verticalité marquée qui ne présente pas d'empattements (« pieds ») à la base des fûts. La forme « textura prescissus » est grammaticalement incorrecte.

## Caractéristiques
- Les lettres sont droites. Il n'y a presque aucune courbe. Les ascendantes sont fourchues et les jambages resserrés les uns aux autres n'ont pas d'empattements, contrairement à la textura quadrata.
- Les lettres s'écrivent avec un calame ou  une plume à bec plat avec un angle de 35° pour les traits verticaux et de 45° pour les traits en diagonale.
- Les jambages sont difficiles à tracer. Il faut effectuer un mouvement descendant tout en faisant pivoter la plume d'un angle de 35° à 0° (l'horizontale) en gardant le jambage le plus droit possible avec une extrémité horizontale. Du fait du pivotement de l'inclinaison de la plume, le jambage est légèrement évasé.